# Sanela Sijerčić
Sanela Sijerčić (* 24. September 1976 in Sarajevo, Jugoslawien) ist eine bosnische Folk-Sängerin.

## Leben und Karriere
Mit Unterstützung ihrer Eltern begann Sijerčić bereits als Kind zu singen. Ihr erster großer Erfolg kam 1991, als sie bei einem Talentwettbewerb das Finale erreichte. In der Jury saßen bekannte Persönlichkeiten wie Ljuba Aličić, Amela Zuković und Midhat Durić. 
Trotz des Bosnienkriegs (1992–1995) setzte Sijerčić ihre musikalische Karriere fort. Im Zeitraum 1995 bis 2007 veröffentlichte sie sieben Studioalben. Sanela Sijerčić ist für Lieder wie Lažu te, Otrov zmije, Biću njegova, izvini und Evo rane bekannt. Ihr größter Hit war Srce od papira (dt. Herz aus Papier) aus dem Jahr 2000. Der Titel wurde auf dem gleichnamigen Album veröffentlicht. Der Text stammt von Suada Demirović und die Musik von Suad Jukić Šule.
2006 erhielt sie einen „Folk Oscar“. Sie wurde ebenfalls als „Sängerin des Jahres“ in Bosnien bezeichnet. 
2009 beendete sie ihre aktive Karriere.

## Rezeption
Sijerčić wird in der bosnischen Musikszene für ihren Beitrag zur Weiterentwicklung der Folk-Musik geschätzt. Kritiker loben sie dafür, dass sie mit Stereotypen in der Volksmusik gebrochen hat und weder zu den älteren Größen des Genres noch zu den jüngeren Künstlern gehört, die lediglich alte Hits neu interpretieren.

## Diskografie

### Alben
- 1995: Kap po kap (bei Nimfa Sound)
- 1997: Pozvoni Mi (bei Nimfa Sound)
- 1998: Odgovori (bei In Takt Records)
- 2000: Srce od papira (bei In Takt Records)
- 2002: Rođendan (bei In Takt Records)
- 2005: Fenix (bei Hayat Production)
- 2007: Savršeno Pogrešna (bei Hayat Production)

(Quelle: Discogs)